# Thomas Kasp
Thomas Kasp (eigentlich Thomas Kasprowicz; * 20. Dezember 1992 in Chicago) ist ein US-amerikanischer Schauspieler.

## Leben
Kasp wurde in Chicago, Illinois geboren und wuchs auch dort auf. Seit er elf Jahre alt war, besuchte er dort Schauspielunterricht. Nachdem er an einem Talentwettbewerb in Los Angeles teilgenommen hatte, blieb er dort, nahm an Castings teil und spielte in der Folge im Jahr 2007 seine erste Gastrolle in „Cold Case“.
Danach bekam er Gastrollen in mehreren Fernsehserien, bevor er 2013 seine erste Hauptrolle als Bösewicht Hunter in dem Science-Fiction-Abenteuerfilm „Space Warriors – Das verrückte Weltraumcamp“ bekam und einem größeren Publikum bekannt wurde.
In den folgenden Jahren erhielt er wiederum eine Reihe von Gastrollen in verschiedenen Fernsehserien. Ab 2018 wurde er dann für mehrere Filme engagiert, so in den 2019 bzw. 2020 erschienenen Filmkomödien The Wedding Year und Mighty Oak, dem Filmdrama Swing und einer Hauptrolle im Filmdrama One Nation Under God.

## Filmografie (Auswahl)
- 2007: Cold Case (Fernsehserie, 1 Folge)
- 2007–2010: iCarly  (Fernsehserie, 2 Folgen)
- 2010: Big Time Rush (Fernsehserie, 1 Folge)
- 2011: My Superhero Family (No ordinary family), (Fernsehserie, 1 Folge)
- 2013: Gefährliche Lehrerin (Dirty Teacher), (Fernsehfilm)
- 2013: Space Warriors – Das verrückte Weltraumcamp (Space Warriors)
- 2014: Surviving Jack (Fernsehserie, 5 Folgen)
- 2015: Battle Creek (Fernsehserie, 1 Folge)
- 2015: Scorpion  (Fernsehserie, 1 Folge)
- 2015–2019: Die Goldbergs  (Fernsehserie, 2 Folgen)
- 2019: The Wedding Year
- 2020: Mighty Oak